# Тралене
Траленето е метод за промишлен риболов, състоящ се в активното теглене на специална риболовна мрежа - трал - от една или няколко лодки, наречени траулери.
В България обикновено траленето се споменава в контекста на събирането на вид използвано в кулинарията мекотело, наречено рапан. Траленето е незаконно в района на териториалните води на Република България, поради тежките последствия, които нанася на морското дъно и неговите обитатели.